# Drosophila arizonae
Drosophila arizonae este o specie de muște din genul Drosophila, familia Drosophilidae, descrisă de Ruiz, Heed și Wasserman în anul 1990. Conform Catalogue of Life specia Drosophila arizonae nu are subspecii cunoscute.